# Dayot Upamecano
Dayotchanculle Oswald Upamecano (27 d'octubre de 1998) és un futbolista professional francès que juga com a defensa central pel Bayern Múnic i la selecció francesa.

## Carrera de club

### Inicis
Nascut a Évreux, Upamecano va començar a jugar al planter del Valenciennes el 2013.

### Red Bull Salzburg

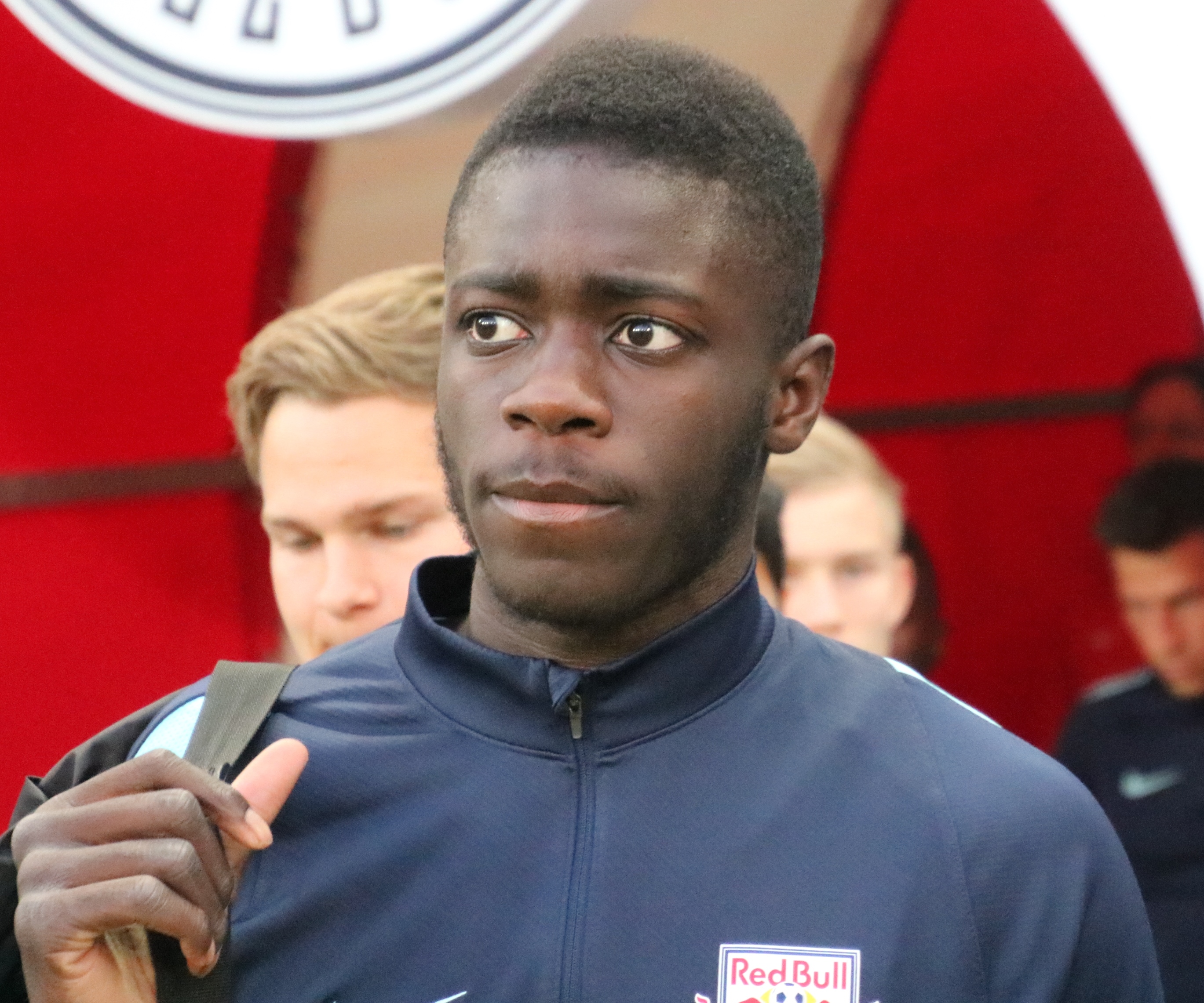
Upamecano amb el Red Bull Salzburg el 2016

Després d'atreure l'atenció d'un número de clubs europeus importants, inclòs el Manchester United FC, va fitxar pel Red Bull Salzburg el juliol de 2015 per un cost informat de 2.2€ milions. Va quedar com a suplent sense jutar en el partit de Lliga de Campions contra el Malmö FF el 29 de juliol de 2015. Va fer el seu debut com a professional per l'equip filial del Red Bull, l'FC Liefering, dos dies més tard, en una victòria en lliga per 2–1 contra St. Pölten. El 19 de març de 2016, va fer el seu debut en lliga amb el Red Bull Salzburg en una victòria per 2–1 sobre el SV Mattersburg.
En la primera meitat de la temporada 2016–17, Upamecano va guanyar-se un lloc de titular amb el primer equip tant en lliga com a Europa.

### RB Leipzig
El 13 de gener de 2017, Upamecano va fitxar pel RB Leipzig en un contracte per 4 anys i mig per un cost informat de 10 milions d'euros. El 4 de febrer de 2017, va fer el seu debut a la Bundesliga, amb l'entrenador Ralph Hasenhüttl en una derrota per 1–0 contra el Borussia Dortmund. El 13 de setembre de 2017, va fer el seu debut en Lliga de Campions en un empat 1–1 contra l'Mònaco. El 9 de febrer de 2018, va marcar el seu primer gol en una victòria per 2–0 contra l'Augsburg. El 2 de juliol de 2018, fou nominat al premi Golden Boy de 2018.
El 31 de juliol de 2020, Upamecano va signar un contracte nou fins al 2023. La temporada 2019–20, va assolir amb el RB Leipzig les semi-finals de la Lliga de Campions sota l'entrenador Julian Nagelsmann.

### Bayern de Múnic
El 14 de febrer de 2021, l'Bayern Múnic va anunciar un acord pel traspàs d'Upamecano amb un contracte de cinc anys, que començaria l'1 de juliol de 2021. El club hauria pagat la seva clàusula de rescissió al Leipzig, d'uns 42.5€ milions. El primer partit d'Upamenco amb el Bayern fou un amistós de pretemporada el 16 de juliol de 2021 contra el 1. FC Köln que el Bayern va perdre 3–2 amb un equip format en gran part per jugadors del planter.

## Internacional
Upamecano va jugar amb la selecció francesa sub-16 que va acabar tercera a la Copa de l'Egeu del 2014. Va jugar tres dels quatre partits del seu país i va ser nomenat el millor defensa de la competició. Posteriorment va ascendir a la selecció sub-17, debutant en un partit de classificació per al Campionat d'Europa sub-17 de la UEFA 2015 contra Xipre el 27 d'octubre de 2014. França va guanyar el campionat d'Europa, amb Upamecano jugant els sis partits del seu país i sent nomenat a l'equip del torneig. Va debutar amb la selecció sub-18 en un amistós que va empatar 0-0 amb la selecció sub-18 dels Estats Units el 4 de setembre de 2015.
El 5 de setembre de 2020, Upamecano va debutar amb la Selecció absoluta, com a titular en un partit de la fase de grups de la Lliga de les Nacions de la UEFA contra Suècia. Tres dies després, el 8 de setembre, va marcar el seu primer gol internacional en una victòria per 4-2 contra Croàcia.
El 10 d'octubre de 2021 va jugar com a suplent, entrant al minut 43 de la primera part, a la final de la Lliga de Nacions de la UEFA 2021 que França va guanyar contra Espanya per 1-2.
Upamecano va tenir un paper fonamental a la Copa del Món de la FIFA 2022 de França, sent titular en cinc dels set partits de la selecció francesa, inclosos els 120 minuts sencers de la final en una derrota final per 3-3 als penals contra l'Argentina.

## Palmarès
FC Bayern München
- 2 Lligues alemanyes: 2021-22, 2022-23
- 2 Supercopes alemanyes: 2022, 2023

Selecció francesa
- 1 Lliga de les Nacions de la UEFA: 2020-21
- 1 Campionat d'Europa sub-17: 2015